# نوکایما
نوکایما (انگلیسی: Nocaima) یک منطقه مسکونی در کشور کلمبیا است.